# Указ №14071
Указ №14071 під офіційною назвою «Заборона нових інвестицій у Російську Федерацію та деяких послуг у відповідь на продовження агресії Російської Федерації» був підписаний 6 квітня 2022 року і є 87-м указом, підписаним президентом США Джо Байденом. Телосом наказу є обмеження інвестицій та певних послуг у Російську Федерацію через їхнє невпинне насильство проти України.

## Положення
Указ забороняє американцям будь-які нові інвестиції в Росію, незалежно від того, де вони базуються. Хоча президент Байден не дає визначення терміна «інвестиції» в наказі, OFAC широко тлумачив його в попередніх контекстах, щоб охопити будь-яку операцію, що включає обіцянку або передачу грошей чи інших активів, або позику чи інше надання кредиту підприємству. . Позики, продовження кредиту, припущення чи гарантії, овердрафти, валютні свопи, купівля боргових цінних паперів, купівля позик, продаж фінансових активів, що підлягають угоді РЕПО, поновлення чи рефінансування, в рамках яких кошти або кредити передаються або надаються позичальнику чи одержувачу, випуск резервних акредитивів, а також використання наявних кредитних ліній – все це приклади цього.
Раніше OFAC розглядав затримку платежів за товари та послуги як продовження кредиту. Цей захід розширює попередні обмеження на нові інвестиції в енергетичну галузь Росії, забороняючи всі нові інвестиції в Росії, незалежно від сектора. Згідно з прес-релізом Білого дому, нові інвестиції тепер заборонені в усіх російських бізнес-секторах, щоб гарантувати величезний вихід з Росії, який ми спостерігаємо з приватного сектору, який уже налічує понад 600 міжнародних корпорацій і розширюється, що це буде продовжуватися. Незважаючи на те, що Порядок поширюється лише на «нові» інвестиції, сторони, які мають бізнес у Росії, повинні проявляти пильність, щоб будь-яка діяльність, пов’язана з попередніми інвестиціями, не кваліфікувалася як «нові» інвестиції для цілей дії.